# Concertation
La concertation est l’action de débattre, dans le cadre d'un dialogue engagé entre tous les acteurs concernés, qui échangent leurs arguments, afin de prendre en compte les divers points de vue exprimés et de faire ainsi émerger l’intérêt général, en amont de la mise en forme d’une proposition, avant de s’accorder en vue d’un projet commun.
La concertation se distingue de la négociation en ce qu’elle n’aboutit pas nécessairement à une décision, mais qu’elle vise à la préparer.
C’est le cas par exemple lorsqu’une collectivité territoriale engage un processus de concertation avec la population locale dans la perspective d’un aménagement : la décision finale appartient aux élus qui seuls en détiennent formellement le pouvoir, mais qui devront intégrer les résultats de la concertation.
La concertation se distingue de la consultation, laquelle se résume à une demande d’avis, en général sur un projet prédéfini, avis qui ne lie d’ailleurs pas le destinataire de la consultation. La véritable concertation exige l’ouverture à toutes les personnes intéressées, dès la conception du projet, et suppose la confrontation entre les parties, l’échange d’arguments, l’explicitation des points de vue de chacun.
La concertation se distingue de la médiation en ce qu’elle ne fait pas intervenir un tiers pour faciliter la recherche d’un accord entre les parties. Les échanges sont animés par l’une des parties prenantes ou, dans certains cas, par un facilitateur lié à l’une d’entre elles.

## Concertation et institutions
Au sein de l'État, la concertation peut s'exercer à l'intérieur d'une commission publique, d'une commission de consultation, d'une commission d'enquête, d'un bureau d'audiences, etc.
Une des critiques - d'inspiration jacobine - adressées à ce mode de fonctionnement est que la concertation peut incarner une forme de corporatisme, au sens de défense d'intérêt particulier, par opposition à l'intérêt général cher à Jean-Jacques Rousseau. Cependant, le concept même de concertation est inclusif puisqu'il s'adresse à toutes les personnes concernées, voire simplement intéressées, en vue de se mettre d'accord pour dégager l’intérêt général.
Wikipédia est un exemple d'organisation fondée sur la concertation, mais ici dans le cadre d'un travail collaboratif.

## La concertation dans les politiques publiques d’environnement et d’aménagement
À la fin du XXe siècle, la concertation parfois dénommée dans ce domaine « dialogue environnemental » s’est imposée progressivement comme un principe d’action publique dans le domaine de l’environnement, de l’aménagement, de la gestion du territoire et, plus largement, de la gestion publique et collective des ressources.
Son développement est étroitement lié à celui du principe de participation, impulsé par la Charte mondiale de la nature (1982) et des conventions internationales comme la Déclaration de Rio sur l'environnement et le développement dans son principe 10 (1992) et la Convention d’Aarhus (1998). Ces textes ont encouragé les gouvernements à inscrire dans la loi l’impératif de concertation.
En raison de la complexité des problématiques liées aux procédures de transformation du territoire (espaces, environnement, énergie et recyclage, logement, densification, espaces verts et agricoles, mobilité, stationnement, économie, rapports sociaux, pression sur le patrimoine et les ressources) et face aux nombreux refus exprimés à l’encontre des projets d’aménagement urbain, les autorités politiques se trouvent toujours plus confrontées au défi de trouver des solutions acceptables par tous. Certains ne voient la cause des blocages que dans un déficit d’information, voire de marketing, de la part des autorités politiques et des administrations vis-à-vis des « administrés ». Pourtant, on peut légitimement chercher à développer des processus de gestion de projet urbain différents. Des penseurs, comme Yves Chalas, se fondant notamment sur le développement des sciences exactes (notions de chaos et d’aléatoire), afin de répondre à la grande complexité des variables et des territoires, préconisent, plutôt que de simplement soumettre les projets de développement urbain à la consultation publique, de faire résulter du débat public les projets, par « l'information réciproque, le diagnostic partagé, la découverte collective et progressive du projet », le débat public garantissant « un meilleur urbanisme (…) que l'excellence technique, esthétique, fonctionnelle et rationnelle ».
La concertation peut s’exercer à tous les niveaux: quartier, commune, groupe de communes, ville, agglomération transfrontalière. Ainsi, par exemple, la ville de Zurich (en Suisse) a su éviter les blocages en élargissant le cercle des acteurs participant à la conception des projets relatifs à l’aménagement des vastes friches industrielles de Zurich-Ouest : avant même l’élaboration d’un projet, les autorités municipales ont invité tous les acteurs intéressés à participer à la définition de ses lignes directrices.
En France, les principaux espaces de concertation ouverts par la réglementation l’ont été, souvent via l'enquête publique dans le domaine de la gestion de l’eau (Loi sur l'eau du 3 janvier 1992 créant les SAGE ou schémas d’aménagement et de gestion des eaux qui ont succédé aux Contrats de Rivières…), du littoral (Contrats de Baie, Schéma de mise en valeur de la mer, Gestion intégrée des zones côtières…), de la biodiversité (Natura 2000), etc.
Le développement des NTIC et de certaines pratiques sociales ont également fortement contribué à diffuser le concept de concertation dans le champ de l’environnement et de l’aménagement, et de l'urbanisme sous l’effet de plusieurs facteurs, notamment la multiplication des conflits d’usage et la recherche de modes de gestion inspirés par le dialogue entre les parties prenantes et la remise en cause des élus et des scientifiques dans leurs rôles traditionnels de décideurs, d’arbitres et d’experts. Il existe en effet de nombreuses initiatives de concertation entre acteurs locaux hors de toute incitation réglementaire, comme l’ont montré le programme Comédie et la Fondation de France.
On peut aussi citer les exemples suivants :
- dans le cadre du projet d’aménagement urbain du plateau de Haye[9] en Lorraine, l'architecte-urbaniste-paysagiste Alexandre Chemetoff a pratiqué un vrai dialogue avec les usagers[10] : un plan géant du projet (assez grand pour que l’on puisse en parcourir les rues à pied) a été soumis au public, dont les remarques et suggestions ont servi à corriger le projet ;
- à Lyon, l’énorme projet de réaménagement urbain Lyon Confluence[11] est un modèle du genre: d’une part, un espace de concertation (la Maison de la Confluence, bâtiment temporaire démontable) a été ouvert au public, près des chantiers, dans le but, non seulement d’informer au mieux sur le projet et l’évolution des chantiers (avec des expositions, des maquettes, des films vidéos, des bornes multimédias), mais aussi d’instaurer la concertation en amont de l’élaboration du projet et de la décision politique (réunions publiques, ateliers, conférences et débats autour de l’aménagement du territoire) : chacun est encouragé à exprimer son avis, ses attentes et ses inquiétudes (sur les espaces et équipements publics, les transports, la qualité et la densité du bâti), soit sur place soit au moyen de sites internet constamment tenus à jour ; cette interaction entre public, concepteurs et élus vise à établir dans la durée une relation de confiance sur le réaménagement et à permettre à la population de s’approprier réellement le projet urbain. D’autre part, le Conseil de communauté urbaine du Grand Lyon a adopté en 2003 une Charte de la participation[12] tout à fait remarquable, qui valorise la concertation et est établie sur le principe que "la participation citoyenne est non seulement le fondement de la démocratie locale, mais elle en est aussi la finalité" ; aux termes de cette Charte, les autorités lyonnaises s’engagent à privilégier la transparence démocratique et à renouveler le dialogue entre habitants et élus (sans remettre en cause la légitimité de ces derniers), afin de donner l’occasion à tous de s’impliquer dans la conception de la ville et la construction du bien commun ; la Charte va jusqu’à prévoir que les budgets des projets intègrent les moyens nécessaires à la mise en œuvre des procédures de concertation ;
- à plus petite échelle, à la suite des protestations qui ont suivi la fermeture en 2002, pour des raisons de normes de sécurité, de l’aire de jeux de 1000 m2 aménagée sur la pente de la butte du parc de Belleville (dans le 20e arrondissement), la Mairie de Paris a engagé un véritable processus de concertation pour déterminer les attentes des usagers et des riverains, en organisant non pas de simples séances d’information ou de consultation, mais des ateliers de réflexion menés sur une année et accueillant notamment parents et enfants, associations et Service des espaces verts ; un cahier des charges a sur cette base été rédigé et un concours lancé[13].

En 2016, conformément à la législation et à la suite d'un rapport de la commission spécialisée du Conseil national de la transition écologique sur la démocratisation du dialogue environnemental, rendu par le sénateur Alain Richard intitulé « Démocratie environnementale : débattre et décider », un « Projet d'ordonnance relatif à la démocratisation du dialogue environnemental » a été mis en consultation publique (du 19 juillet 2016 au 21 juillet 2016) ; il vise à mieux « assurer l’information et la participation du public à l’élaboration de projets, plans et programmes afin de les moderniser et de les simplifier, de mieux garantir leur conformité aux exigences constitutionnelles ainsi que leur adaptabilité aux différents projets, de faire en sorte que le processus d’élaboration des projets soit plus transparent et l’effectivité de la participation du public à cette élaboration mieux assurée ».

## Concertation publique
La concertation publique est régie par la « Charte de la concertation ». Celle-ci impose des procédures en amont du projet, élargissant la transparence, impliquant des débats et favorisant la participation. Mais le pouvoir décisionnel reste entièrement dans les mains de l'autorité publique.
Il existe différents types de concertation :
- la concertation de communication. La concertation de communication a l'apparence de la participation mais elle n'en a pas le fondement. Les résultats importent peu. Il s'agit pour la collectivité de montrer qu'elle associe la population. Elle lui donne les moyens de s'exprimer, mais dans quel but ? Le plus souvent, les réponses ont peu d'effets sur la conduite des affaires publiques. Il s'agit d'abord, de faire passer des messages, promouvoir une politique sans avoir d'effets réels. C'est d'ailleurs, le type de participation le plus souvent utilisé.
- la concertation structurelle. L'installation d'une concertation structurelle se caractérise par la mise en place d'une structure dédiée. C'est parfois obligatoire comme les conseils de quartiers pour les villes de plus de 80 000 habitants, c'est aussi de l'affichage comme la mise en place des « Conseils municipaux de jeunes » qui visent avant tout à associer et communiquer vers les collégiens. Revue de détails de ces structures qui pour durer et être efficace, doivent reposer sur des acteurs qui ont le temps et les compétences pour étudier et réagir aux projets étudiés. Ce qui n'est pas simple.
- la concertation d'engagement. Certains élus, certaines collectivités se caractérisent par un engagement fort dans la concertation et les procédures participatives. Mode de gestion de la ville, aménagement, concertation sur de grands sujets de politique générale… ces élus intègrent un dialogue participatif. Cet engagement se retrouve dans la mise en place des démarches que nous avons citées : Charte de la participation, structure interne dédiée, démarches participatives structurées, formation des agents, etc.
- la concertation de construction. La concertation de construction repose sur la volonté d'un décideur public d'associer la population à la construction de son projet. Les raisons peuvent être variées : arbitrage entre des options divergentes au sein de l'équipe projet, volonté d'obtenir une validation par la population de son projet, souhait d'améliorer certains points, moyen de légitimer un choix… Les choix sont ouverts. La collectivité, l'opérateur public étudient plusieurs options. Cela est possible parce que financièrement ou politiquement les différentes options se valent. Il peut s'agir d'un référendum local. La réponse fonctionne alors comme un couperet : oui ou non le projet se fera. Mais cette concertation de construction peut permettre d'affiner un projet, d'améliorer des points ou de faire évoluer certains aspects du projet.
- la concertation d'attente. La concertation sert également… à ne pas prendre de décision. Les contraintes politiques, les raisons budgétaires, les doutes sur la finalité d'un projet peuvent reporter la réalisation d'un projet. Pourtant, l'annonce de son arrêt n'est pas à l'ordre du jour. Soit parce qu'il ne faut pas se déjuger par rapport à des annonces passées, soit parce que les financements manquent et qu'à défaut d'enterrer ou d'engager le projet… on concerte. Cette démarche se retrouve également dans la politique nationale. Pour éviter les risques d'un « président hyperactif », la démarche participative est largement mise en avant. Cela permet à la fois d'éviter de prendre des décisions hâtives et inappropriées et de reporter des dépenses à des jours meilleurs.

Une concertation publique peut porter sur des sujets variés. La convention d'Aarhus donne un poids particulier aux questions d'environnement. Elle est reprise par deux directives européennes et en France par l'article 7 de la Charte de l'environnement qui énonce que : « toute personne a le droit, dans les conditions et les limites définies par la loi, d'accéder aux informations relatives à l'environnement détenues par les autorités publiques et de participer à l'élaboration des décisions publiques ayant une incidence sur l'environnement ».

## Finalités de la concertation
Différentes acceptions de la concertation peuvent être trouvées dans la littérature.
Pour Pierre-Yves Guihéneuf, la concertation est « un processus de dialogue dont le but est de parvenir à des propositions acceptées par toutes les parties impliquées, des orientations ou des projets ». L’objectif de la concertation est donc de rechercher un accord entre les participants en vue d'une prise de décision ultérieure, et non pas seulement d’échanger des informations ou des arguments, ce qui distingue la concertation du débat. Philippe Barret va dans le même sens en inscrivant sans équivoque la concertation dans le processus décisionnel. Pour Laurent Mermet, l’objectif de la concertation est d’adapter les décisions aux besoins des acteurs en tentant d’ajuster les intérêts de chacun, même si la décision reste finalement au maître d’ouvrage ou à l’administration. Jean-Eudes Beuret définit la concertation comme un « dialogue horizontal entre les participants, dont l’objectif est la construction collective de visions, d’objectifs, de projets communs, en vue d’agir ou de décider ensemble ». Pour lui, il n’y a pas obligatoirement partage du pouvoir de décision entre les participants et la décision n’est pas l’objectif premier de la concertation, dont l’intérêt réside avant tout dans l’intérêt de construire ensemble des objets communs. Selon le think-tank Décider ensemble la concertation "peut se définir comme un processus s'appuyant sur un dispositif de dialogue entre le porteur de projet et les parties prenantes et/ou le public, dialogue maintenu dans la continuité et rythmé par des temps forts et aboutissant à une décision motivée en tenant compte des échanges".
Pour ces différents auteurs, la concertation se distingue de la codécision mais elle a pour objectif de construire des accords entre les participants ou au moins de tenter d’harmoniser leurs projets.
D’autres en revanche estiment que l’objectif de la concertation ne réside pas dans la construction d’un consensus. C’est la position explicitée par le groupe de travail Manon du Commissariat général du Plan : « « À notre sens, une concertation pertinente ne peut avoir d’autres objectifs qu’ouvrir un débat sur l’opportunité de la décision […], identifier la totalité des choix envisageables […], cerner les points d’accord et de désaccord entre les parties […], permettre un choix mieux éclairé et tenir compte, dans les modalités d’application, d’intérêts ou de suggestions dont la prise en compte ne remet pas en cause l’essentiel ».

## Modalités de la concertation
La concertation implique des parties prenantes, c'est-à-dire des groupes organisés (associations, groupements professionnels, entreprises, collectivités territoriales, administrations…) qui seront chargés de mettre en œuvre les projets qui seront élaborés collectivement ou de les faire suivre de décisions effectives. Ces groupes sont, le plus souvent, représentés par des délégués. Selon Grégoire Milot, président d'État d'Esprit, la concertation « doit impliquer tous les publics qui ont un intérêt au projet » et tous ceux « qui seront impactés de près ou de loin », et ne pas « se limiter aux habitants situés près du projet débattu ».
Il n’existe pas de méthode unique de concertation : celle-ci s’adapte en fonction des projets, des acteurs, des échelles de territoire et des contraintes juridiques, techniques et financières. Mais, en tout cas, la concertation publique doit précéder la planification urbaine. En matière d’aménagement d’espaces publics, la planification requiert des processus permettant de déterminer l’intérêt public ; "le bien commun ne peut pas, ne peut plus, être postulé : il doit être construit". Ainsi, il convient d’identifier tous les acteurs concernés et de les impliquer ab initio dans la conception et l’élaboration du projet, en les faisant dialoguer entre eux et avec des experts. "Il ne s’agit (…) pas de croire de manière angélique aux vertus du débat (…), mais de se donner les moyens de définir adéquatement le problème. (…) Les procédures [de concertation publique] (…) permettent (…) d’enclencher une dialectique féconde entre une définition (…) du bien commun et des conceptions architecturales et urbanistiques."
La concertation publique présente de grands avantages : elle permet à la population de s’approprier le projet et d’y adhérer ; en outre, tout en évitant donc les blocages, la concertation intègre mieux les divers membres de la collectivité (y compris, par exemple, les enfants, qui eux ne sont jamais entendus lors des procédures de consultation) en construisant le sentiment d'appartenance à cette collectivité. En outre, les procédures de concertation permettent aux projets urbains de pouvoir être réalisés de manière plus prompte, flexible et planifiable, ce que les investisseurs et le public apprécient. Les procédures participatives se voient parfois critiquer pour leur lourdeur. S’il est vrai que, par rapport à la planification ordinaire, la concertation allonge la phase de conception du projet, elle permet cependant en général de réaliser l’aménagement urbain plus efficacement (en termes de temps et d'argent), tout en évitant référendums et recours dans une large mesure. Par ailleurs, la concertation n’a pas pour objet de tout régler : il ne s’agit pas de laisser les usagers dicter par exemple leurs goûts en matière d’architecture (laquelle doit plutôt faire l’objet de concours), mais d’établir un dialogue et des synergies quant à l’aménagement des espaces publics.

## Pratiques connexes
Des dispositifs participatifs proches de la concertation sont par exemple :
- le débat public : la participation est ouverte, sous forme de réunions publiques. Les échanges peuvent être renforcées par un débat en ligne et la diffusion d’information aux participants. Une synthèse des débats est élaborée par la commission organisatrice et soumise au maître d’ouvrage pour avis. Cette modalité est celle qui est pratiquée par la Commission nationale du débat public (CNDP) dans le cas de grands projets d’aménagement. Le débat public est différent de la concertation en ce sens que son but n'est pas de rechercher un accord entre participants, mais plutôt de permettre à ceux-ci de construire leur opinion. Le débat public constitue souvent un outil de consultation pour les décideurs.
- La conférence de citoyens, le jury citoyen ou d’autres dispositifs mobilisant des « minipublics ». Un panel, généralement tiré au sort, d’une à quelques dizaines de personnes, est chargé de produire des propositions ou des avis sur une décision publique. Ce dispositif se rapproche de la concertation dans le sens où l'objectif est généralement de dégager un consensus entre les participants, mais ceux-ci ne représentent pas les parties prenantes, les acteurs impliqués dans la décision. Les conférences de citoyens sont généralement conçues comme des outils consultatifs au service des décideurs et des espaces de participation citoyenne.

Les processus de concertation portant sur l’environnement et l’aménagement peuvent mobiliser des outils comme le débat public et la conférence de citoyens afin de mobiliser un plus large public, notamment celui des profanes, simples habitants et citoyens qui, dans les faits, ne sont pas toujours considérés comme des parties prenantes.

### Ressources documentaires
- ICPC - Institut de la concertation et de la participation citoyenne - https://i-cpc.org/
- Comédie - Concertation, médiation, environnement. Références bibliographiques ; Notes de lecture ; Outils et méthodes
- GIS démocratie et participation. Dictionnaire critique et interdisciplinaire de la participation : entrée "Concertation"
- Décider ensemble, think-tank sur la concertation entre décideurs et citoyens http://www.deciderensemble.com/
- Les Cahiers de la Ville ResponsableLa concertation est-elle une codécision ?
- Brief, le magazine de la communication publique, dossier La concertation : un enjeu de communication, no 17/avril 2014

### Guides
- ADEME, La concertation en environnement : Éclairage des sciences humaines et repères pratiques, 2011, 61 p., 21 × 29,7 cm (ISBN 978-2-35838-215-1, présentation en ligne, lire en ligne), destiné aux porteurs de projets publics ou privés, aux bureaux d’études qui les accompagnent, aux citoyens, associations et autres parties prenantes
- 10 années de recherches sur la concertation Panorama de recherches soutenues par l'ADEME sur la concertation, 2011 (fiches de synthèse, plutôt destiné aux « chercheurs en sciences sociales dans le domaine de l’environnement et opérateurs de recherche »

## Réseaux
- Il existe une Association internationale pour la participation publique, dite AIP2, née en 1990 aux États-Unis, présente en 2011 dans 19 pays, pour « promouvoir la participation publique auprès de particuliers, de gouvernements, d’institutions et d’autres entités dont les activités touchent l’intérêt public, et à améliorer cette pratique dans des pays du monde entier »[31].
- L'Institut de la Concertation et de la Participation Citoyenne, créé en 2008, est un réseau national de professionnels de la concertation et de la participation - praticiens et chercheurs - travaillant dans différents domaines : environnement, urbanisme, sciences et techniques, etc. ICPC
- Le groupement d'intérêt scientifique Participation du public, décision, démocratie participative. a été créé en 2010 et agrège des chercheurs travaillant en sciences humaines et sociales sur cette thématique. Régulièrement actualisé, son site collaboratif recense les évènements liés à ce champ de recherche, ainsi que de nombreux travaux disponibles en ligne. Participation et démocratie.